# Cato Institute

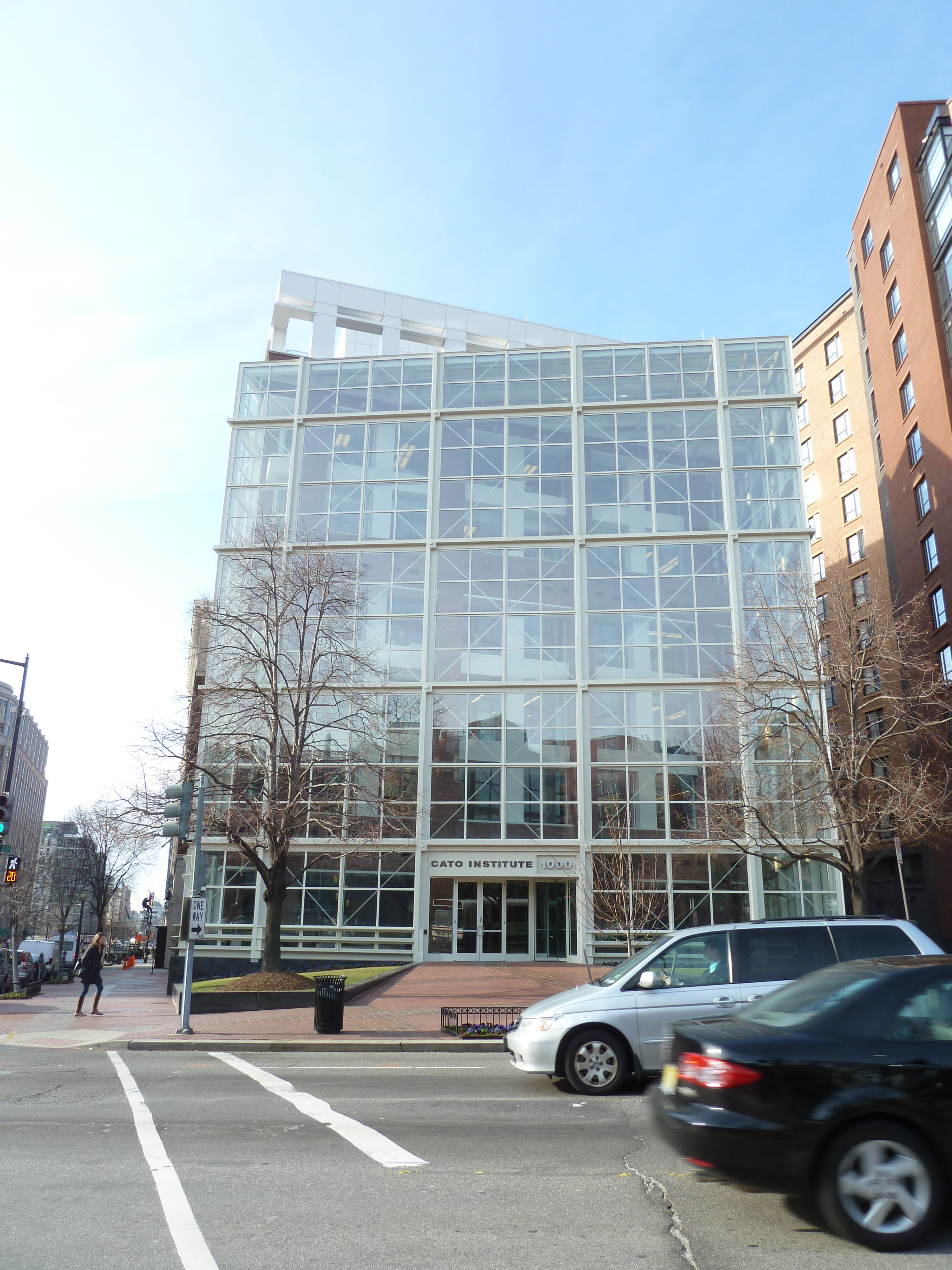
Siedziba Instytutu Katona (2013)

Cato Institute (z ang. „Instytut Katona”)  – amerykański think tank założony w 1974 roku, mający swoją główną siedzibę w Waszyngtonie. Celem instytutu jest promocja zasad wolności jednostki, ograniczonej władzy rządu, wolnego rynku oraz pokoju.
Organizacja została założona przez  Eda Crane’a, Murraya Rothbarda oraz Charlesa Kocha w 1974 roku jako The Charles Koch Foundation. Dopiero w 1976 roku zmieniono nazwę na obecną, nawiązującą do Cato's Letters.

## Działalność

### Publicystyka
Instytut publikuje wiele tekstów naukowych, materiałów szkoleniowych, periodyków czy książek. Głównymi czasopismami naukowymi wydawanymi przez instytut są Cato Journal oraz Regulation. Wydaje także periodyki, do których należą Cato's Letter, Cato Supreme Court Review a także Cato Policy Report. Wcześniej zajmował się także wydawaniem Inquiry Magazine oraz Literature of Liberty.
Książki wydawane przez think tank dotykają wielu tematów z zakresu ekonomii, ochrony środowiska, filozofii polityki czy prawa. Niektóre książki w formie ebooków są udostępniane za darmo, do pobrania.

### Działalność internetowa
Instytut prowadzi strony internetowe oraz oficjalne konta na takich portalach społecznościowych jak Facebook, YouTube, Twitter lub Instagram. Do stron stanowiących projekty instytutu należą między innymi:
- Libertarianism.org[16]
- Overlawyered[17]
- HumanProgress.org[18]
- Downsizing the Federal Government[19]

### Nagroda im. Miltona Friedmana
Cato Institute od 2002 roku wręcza co dwa lata nagrodę im. Miltona Friedmana „osobom, które dokonały znaczącego wkładu w rozwój ludzkiej wolności”. Razem z nagrodą wypłacane jest 250 000 dolarów. Dotychczas, laureatami nagrody zostali:
- 2002: Peter Thomas Bauer[21]
- 2004: Hernando de Soto[22]
- 2006: Mart Laar[23]
- 2008: Yon Goicoechea[24]
- 2010: Akbar Ganji[25]
- 2012: Mao Yushi[26]
- 2014: Leszek Balcerowicz[27]
- 2016: Flemming Rose[28]
- 2018: Kobiety w Bieli[29]
- 2021: Projekt Niewinność[30]

## Władze
Pierwszymi osobami zasiadającymi w zarządzie byli założyciele Murray Rothbard oraz Charles Koch. Do zarządu należeli również profesor Georgetown University School of Foreign Service Earl Ravenal i dwaj biznesmeni Sam H. Husbands Jr. oraz David H. Padden.

### Aktualne władze
- Prezydent i dyrektor generalny: John A. Allison IV
- Wiceprezydent: David Boaz
- Przewodniczący: Robert A. Levy